# Condrito

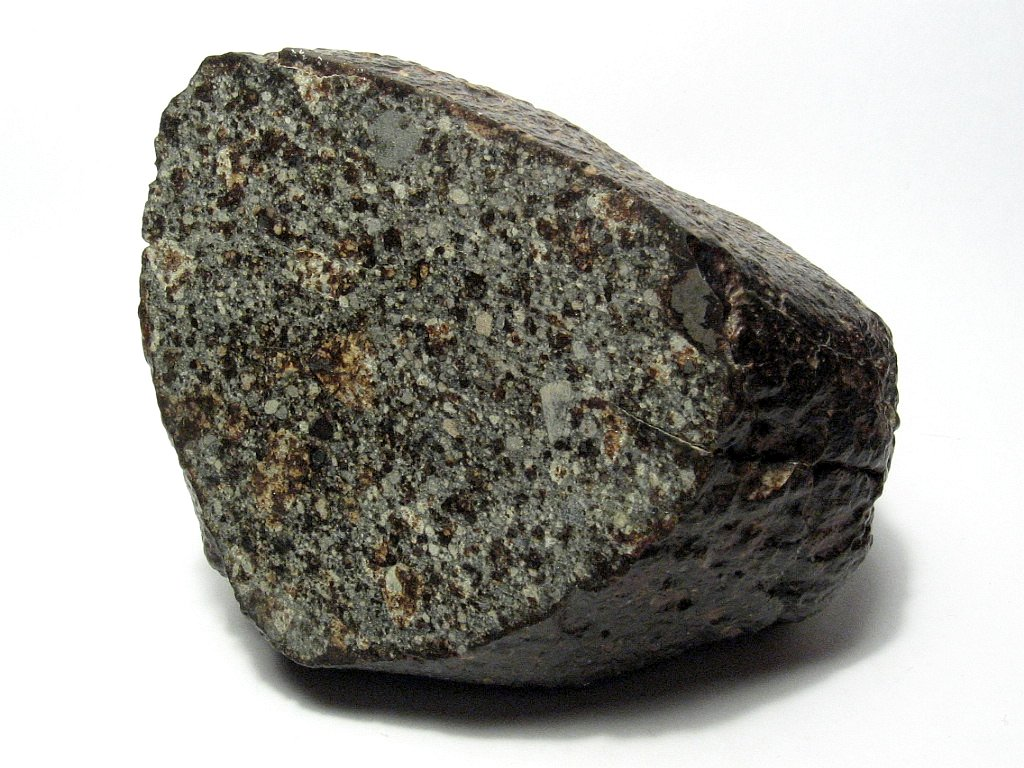
Uma espécime do condrito NWA 869 (tipo L4-6), mostrando côndrulos e fragmentos de metal.

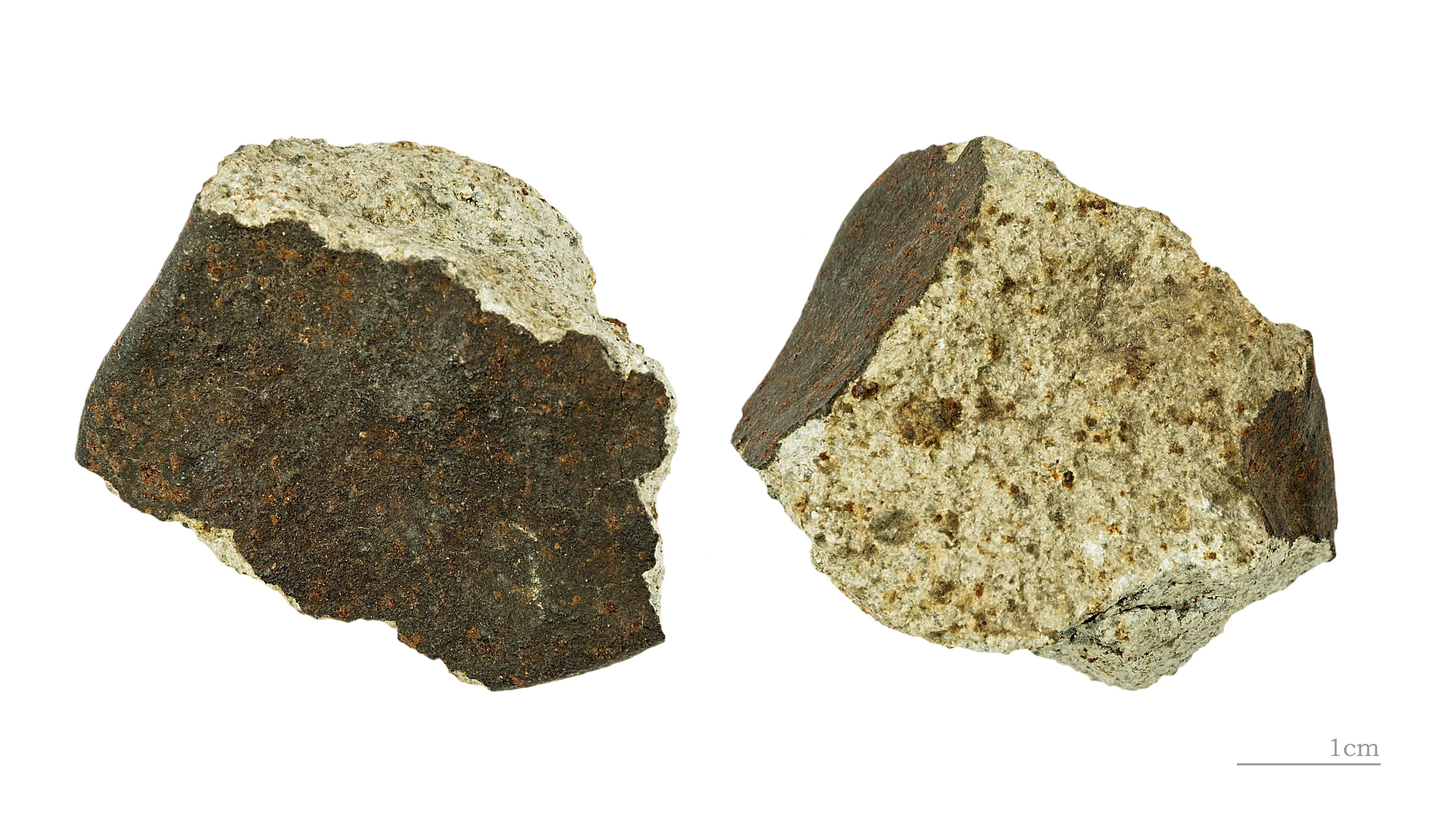
Phnom Penh condrito L6 - 1868

« Saint Sauveur » condrito EH5 - 1914

Condritos são meteoritos rochosos que não foram modificados devido à fusão ou diferenciação do corpo de origem e são formados quando vários tipos de poeira e pequenos grãos presentes no início do sistema solar acretam para formar primitidas de asteróides. Entre os componentes de sua constituição os mais enigmáticos são os côndrulos, objetos de tamanho milimétrico ricos em silicatos minerais como a olivina e a piroxena. Condritos contém também inclusões refratárias, que estão entre os objetos mais antigos que formaram o sistema solar, partículas ricas em Fe-Ni e sulfetos, e grãos isolados de silicatos de minerais. O restante dos condritos consistem em grãos finos (de tamanho micrométrico ou menores) de poeira, que pode estar presente na matriz da rocha ou podem formar bordas ou coberturas em volta de côndrulos individuas e inclusões refratárias. Embutidos nesta poeira estão grãos pré-solares, que datam de antes da formação do nosso sistema solar e são originais de outros lugares da galáxia.
A maioria dos meteoritos recuperados na Terra são condritos:86,2% das quedas testemunhadas são condritos, a maioria esmagadora de meteoritos que são encontrados. Atualmente existe mais de 27 mil condritos em coleções pelo mundo, e a maior rocha encontrada pesa 1770 kg e foi parte da chuva de meteoros de Jilin em 1976. Chuvas de meteoros condritos variam de simples pedras a extraordinárias chuvas consistindo em milhares de pedras individuais, conforme observado em Holbrook em 1912 quando estimou-se que 14 mil pedras cairam no norte do Arizona.